# Mehrgleisigkeit
|  | Dieser Artikel wurde aufgrund von akuten inhaltlichen oder formalen Mängeln auf der Qualitätssicherungsseite des Portals Bahn eingetragen. Bitte hilf mit, die Mängel dieses Artikels zu beseitigen, und beteilige dich bitte an der Diskussion. Artikel, die nicht signifikant verbessert werden, können gelöscht werden. |

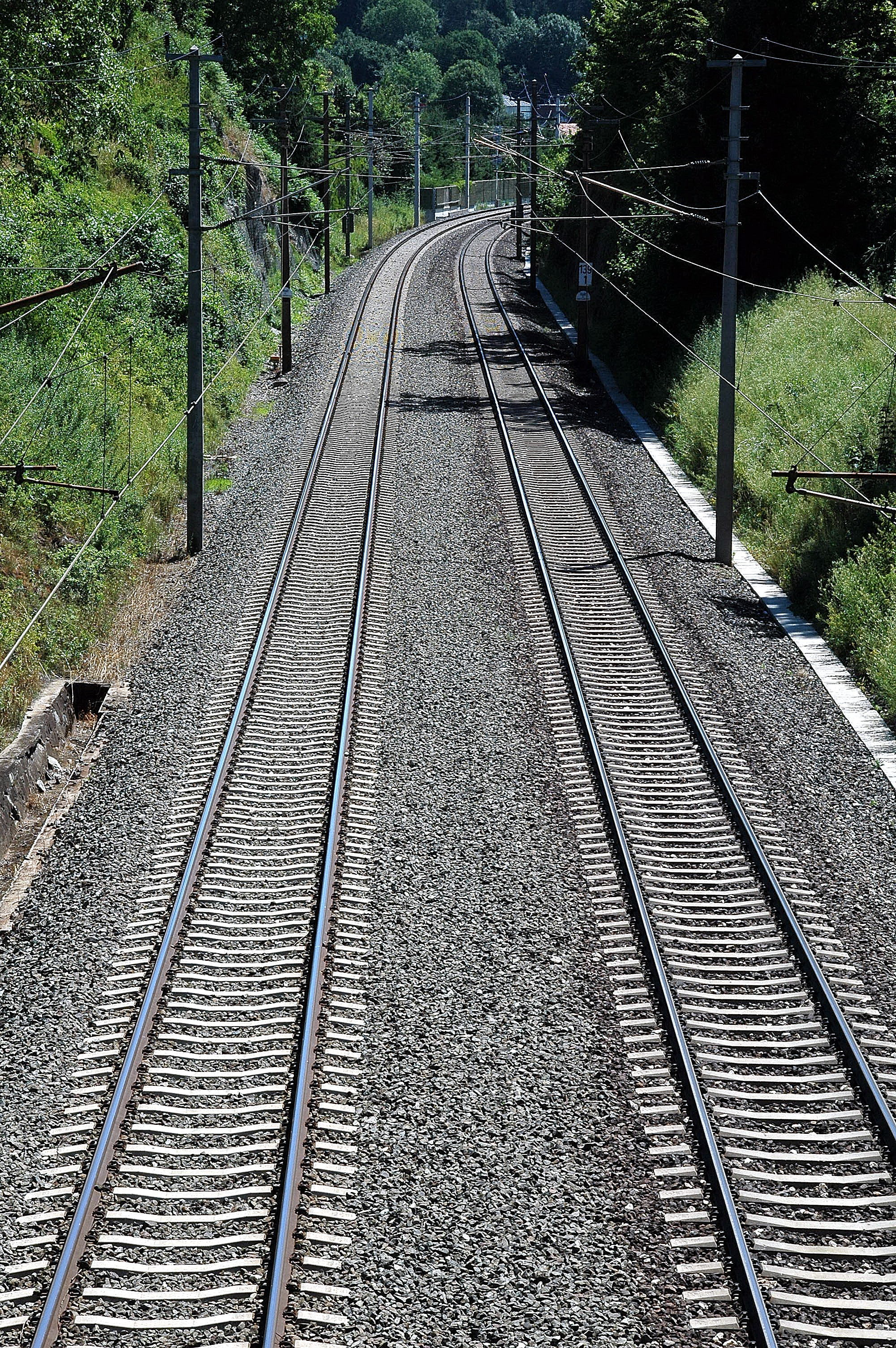
Zweigleisige Eisenbahnstrecke in Pörtschach, Kärnten

Eisenbahnstrecken mit zwei oder mehr Streckengleisen außerhalb eines Bahnhofs bezeichnet man als mehrgleisig.

## Anzahl der Streckengleise

### Eingleisige Strecken

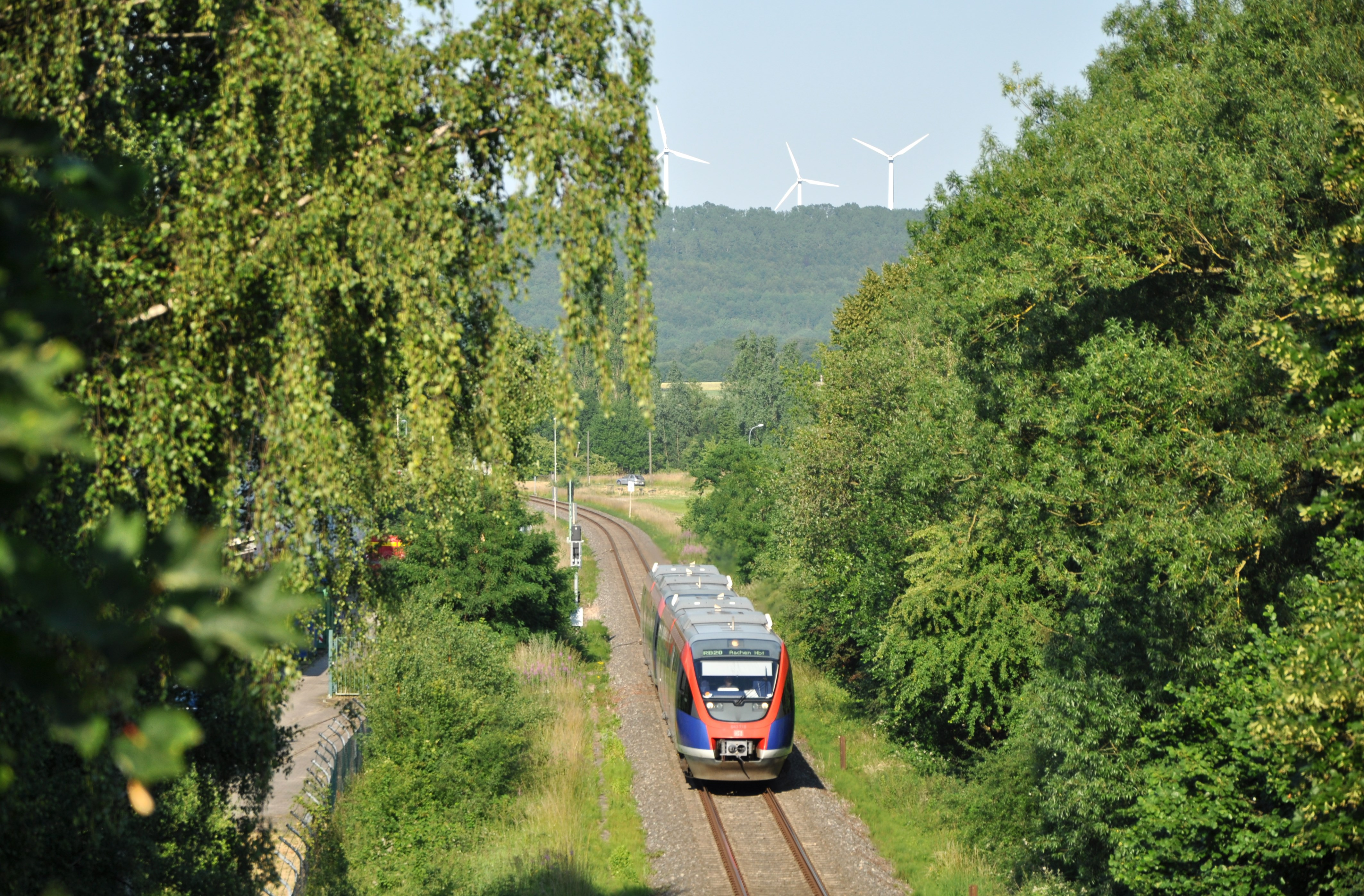
Eingleisige, nicht-elektrifizierte Strecke: Die Bahnstrecke Mönchengladbach–Stolberg in Eschweiler

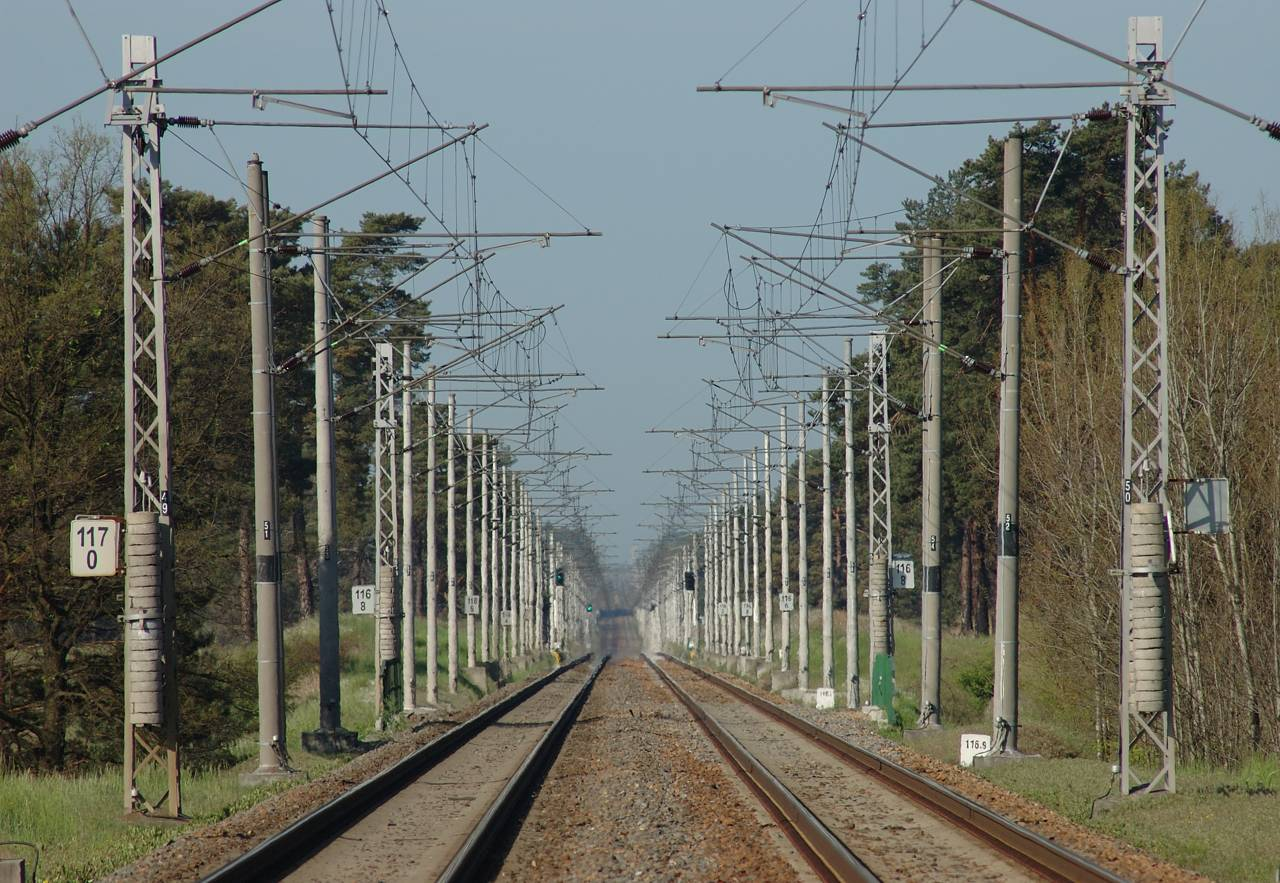
Zweigleisige, elektrifizierte Strecke im Osten Tschechiens

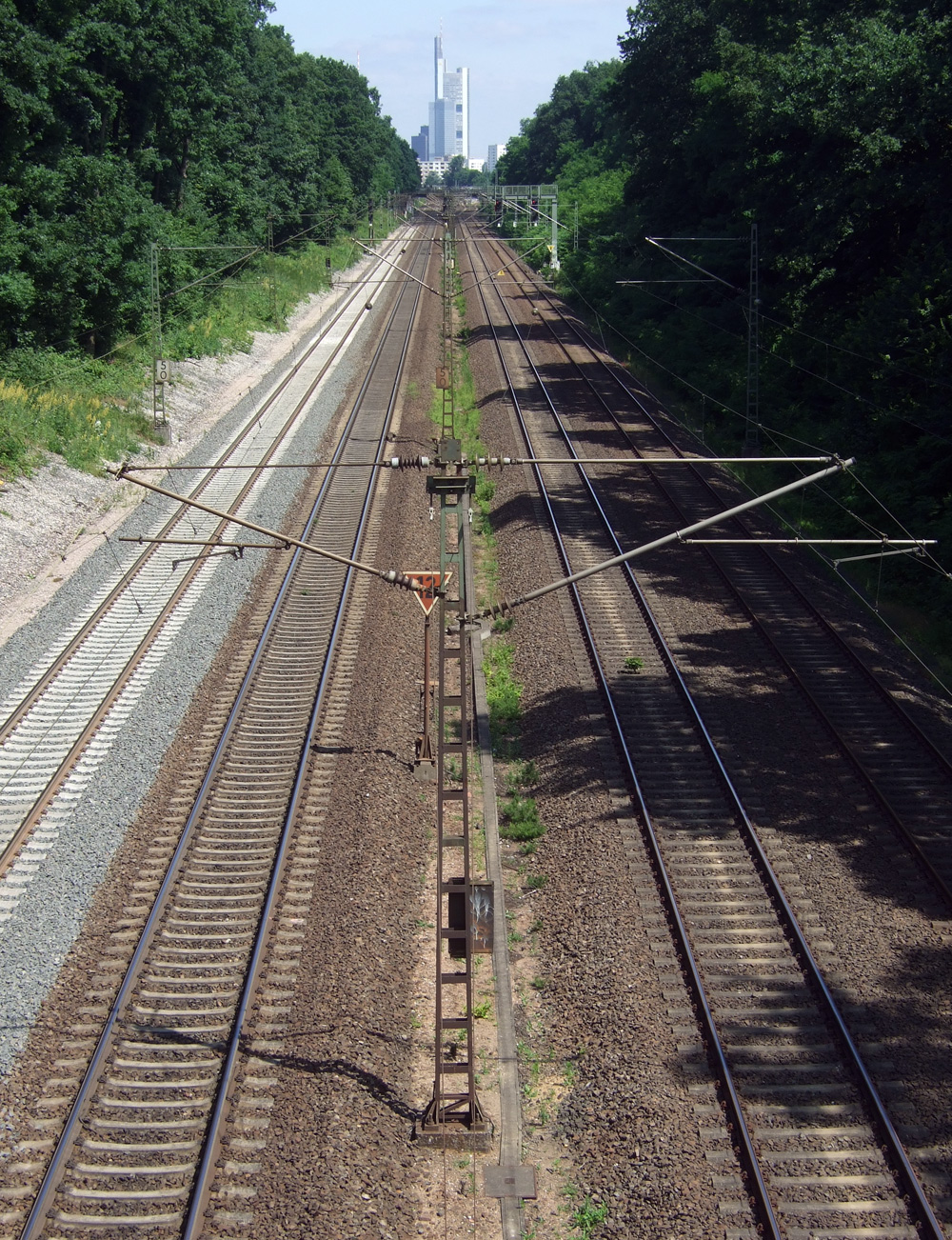
Viergleisige, elektrifizierte Trasse. Die Main-Neckar-Bahn nahe Frankfurt-Louisa

Viele Strecken sind eingleisig (Abkürzung: eingl; in der Schweiz einspurig); die Züge beider Richtungen fahren auf demselben Gleis. Dies ist bei fast allen Nebenbahnen der Fall; aber auch bei vielen Hauptbahnen, in Deutschland zum Beispiel die Bahnstrecke Lünen–Münster. Eingleisiger Betrieb schränkt die Leistungsfähigkeit der Strecke ein, da Zugkreuzungen planmäßig nur in Bahnhöfen oder an Ausweichen stattfinden dürfen, weil auf der freien Strecke zwangsläufig nur eine Richtung gleichzeitig befahren werden kann und der Streckenabschnitt zwischen zwei Ausweichmöglichkeiten beim Richtungswechsel leer sein muss. Außerdem besteht die Gefahr von Deadlocks, in denen sich entgegenkommende Züge gegenseitig blockieren.
Kreuzungsbahnhöfe oder Ausweichstellen auf eingleisigen Strecken stellen keine zweigleisige Strecke dar, daher kann die Fahrordnung aus betrieblichen Gründen von der auf zweigleisigen Strecken üblichen abweichen. So fährt bei Zugkreuzungen in Bahnhöfen mit Zwischenbahnsteigen der erste einfahrende Zug in der Regel auf das Gleis am Hausbahnsteig ein und zieht möglichst weit vor. Damit überschreiten die Reisenden des zweiten, am Zwischenbahnsteig haltenden Zuges das Gleis am Hausbahnsteig hinter dem dort stehenden.

### Zweigleisige Strecken
Bei zweigleisigen Strecken wird in der Regel jedes Gleis für eine Richtung genutzt. Seltener sind Überholungen auf dem Gegengleis oder dessen Nutzung wegen verschiedenen Störungen. Eine Signalisierung für den Gleiswechselbetrieb erleichtert die gelegentliche Nutzung eines Gleises in der Gegenrichtung.
Alle Hochgeschwindigkeitsstrecken und viele andere Hauptstrecken, besonders in Europa, sind zwecks höherer Leistungsfähigkeit zweigleisig (auch zweispurig, doppelgleisig oder doppelspurig) geplant und meist auch so ausgebaut (eine Ausnahme war die eingleisige Betriebsaufnahme Badajoz–Mérida, doch auch dort ist der Unterbau von vornherein auf zweigleisigen Betrieb ausgelegt). In Preußen wurden die einzelnen Streckengleise – zugrunde gelegt war dabei der dortige Rechtsverkehr – nach den begrenzenden Dienststellen bezeichnet: „von A nach B“ oder „von B nach A“.

### Mehrgleisige Strecken
Sehr stark belastete Strecken, besonders im Nahbereich von Eisenbahnknotenpunkten und Ballungsräumen, besitzen drei, vier oder vereinzelt auch mehr Streckengleise.
In Deutschland ist festgelegt, dass Eisenbahnstrecken nur aus einem oder zwei Streckengleisen bestehen können, daher sind mehrgleisige Strecken dort mehrere Strecken im Sinne des „Verzeichnisses örtlich zulässiger Geschwindigkeiten“ (VzG), die in enger Nachbarschaft zueinander liegen. In diesem Fall wird häufig die Gesamtheit der Gleise als Trasse bezeichnet, um diese von den einzelnen Strecken zu unterscheiden.
In anderen Ländern, wie Großbritannien oder den USA, werden mehrgleisige Strecken nicht bezeichnungsmäßig aufgeteilt.

#### Dreigleisige Trassen

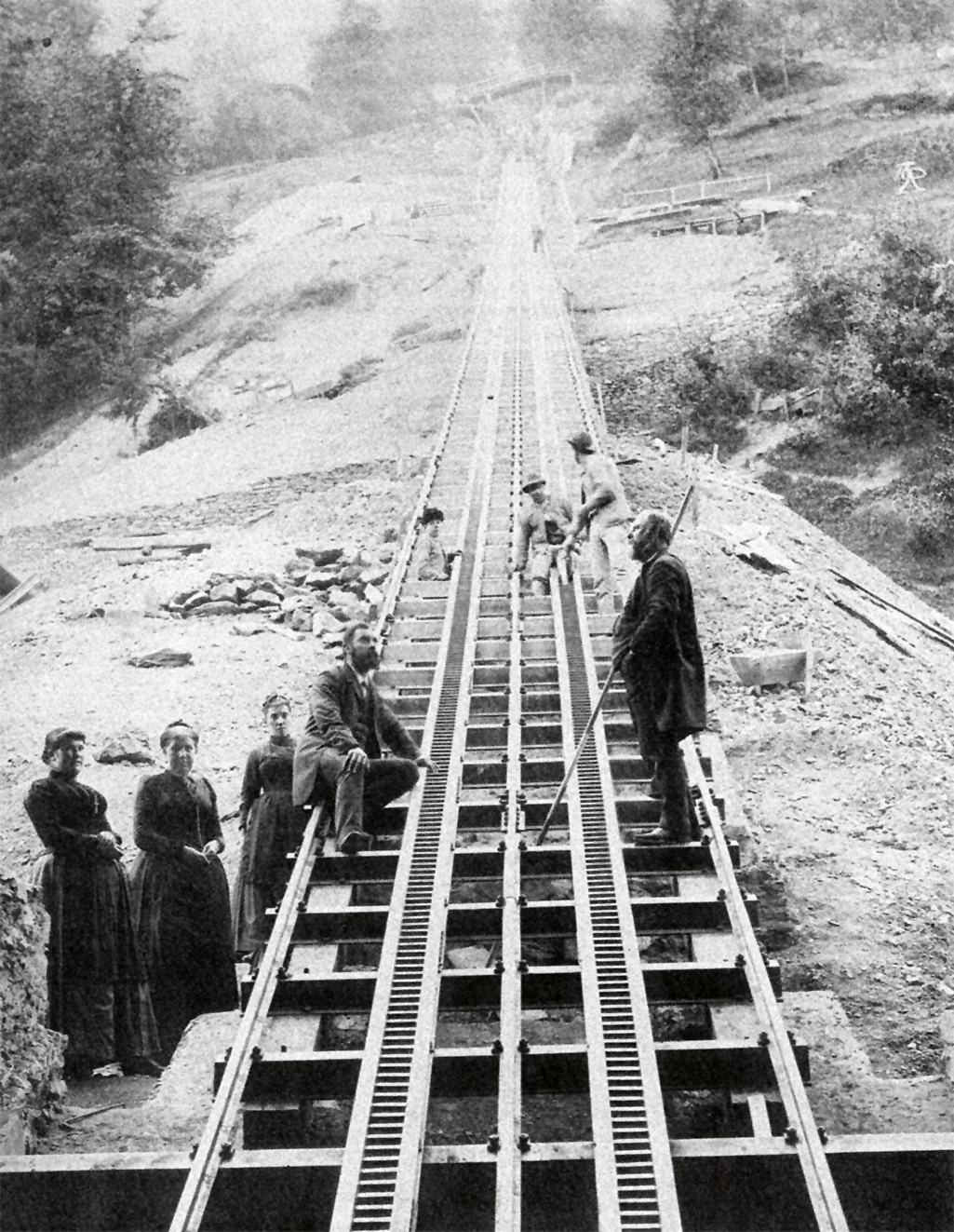
Historisches dreigleisiges Trassee bei der Biel-Magglingen-Bahn

Auf dreigleisigen Trassen wird in der Regel ein Gleis in beiden Fahrtrichtungen benutzt, die beiden anderen jedoch entsprechend der in dem betreffenden Land geltenden Fahrordnung jeweils in nur einer Richtung. Die Verteilung der Verkehre wird von der Steigung der Strecken bestimmt. Das dritte Gleis liegt oft in der Mitte und wird zum Beispiel ausschließlich von Güterzügen genutzt. Diese Nutzungstaktik variiert bei Mischverkehr mit Halt von Personenzügen auf einem der Durchfahrtsgleise. Wo dritte Gleise nachträglich eingerichtet wurden, liegen sie in der Regel seitlich neben den bisherigen Gleisen. Wegen der Regel, dass Haupt- und Vorsignale am linken Gleis von zweigleisigen Strecken außerhalb von Bahnhöfen links vom Gleis aufzustellen sind, erfordert diese Lösung in vielen Netzen zur Vermeidung von ungültigen Signalisierungen (ein Zug auf dem dritten Streckengleis müsste an Signalen rechts vom befahrenen Gleis vorbeifahren, die für ihn nicht gelten) das Aufstellen von vergleichsweise aufwändigen Signalauslegern oder -brücken. Gelegentlich wurden in solchen Fällen auch Sichtblenden oder Trennwände aufgestellt. In Netzen mit Regelbetrieb auf dem jeweils linken Gleis sind die Verhältnisse vergleichbar, jedoch gespiegelt.
Beispiele in Deutschland sind die flexibel genutzten Mittelgleise auf den dreigleisigen Schnellfahrabschnitten Buchholz (Nordheide) – Rotenburg (Wümme) (VzG-Strecken 2200 mit zwei Gleisen und 1283 mit einem Gleis), und Hanau – Hailer-Meerholz (VzG-Strecken 3600 mit zwei Gleisen und 3677 mit einem Gleis).
Auf dem 12,5 Kilometer langen dreigleisigen Abschnitt der Thüringer Bahn westlich von Erfurt bis Neudietendorf werden die drei Gleise als drei eingleisige Strecken disponiert, wobei alle drei Gleise in jeweils beide Fahrtrichtungen vollständig mit Haupt- und Vorsignalen ausgerüstet sind. Im Regelfall werden das südliche und mittlere Gleis den Fahrtrichtungen entsprechend von Personenzügen genutzt (VzG-Strecke 6340) und das nördliche Gleis dient Güterzügen in beiden Fahrtrichtungen (VzG-Strecke 6291 Erfurt–Neudietendorf). Das nördliche Gleis wird ebenfalls für Fernverkehrszüge von Westen genutzt, welche in Erfurt Hauptbahnhof auf die Gleise 1 oder 2 einfahren und von dort weiter über die Schnellfahrstrecke Richtung Halle oder Leipzig verkehren, um bei der Einfahrt in den Hauptbahnhof eine unnötige Fahrstraßenkreuzung mit Nahverkehrszügen von den Gleisen 3 bis 8 zu vermeiden. Auf dem Abschnitt Würzburg–Rottendorf fahren im Regelbetrieb die Züge aus und in Richtung Fürth über die beiden südlichen Gleise (Strecke 5910 Fürth–Würzburg), das nördliche Gleis wird im Regelbetrieb von Zügen aus und in Richtung Schweinfurt, Erfurt und Bamberg genutzt und bildet die Strecke 5209 Rottendorf–Würzburg. Im Bahnhof Rottendorf besteht allerdings noch die Möglichkeit, von allen Gleisen aus in jede Richtung weiterzufahren.

#### Viergleisige Trassen

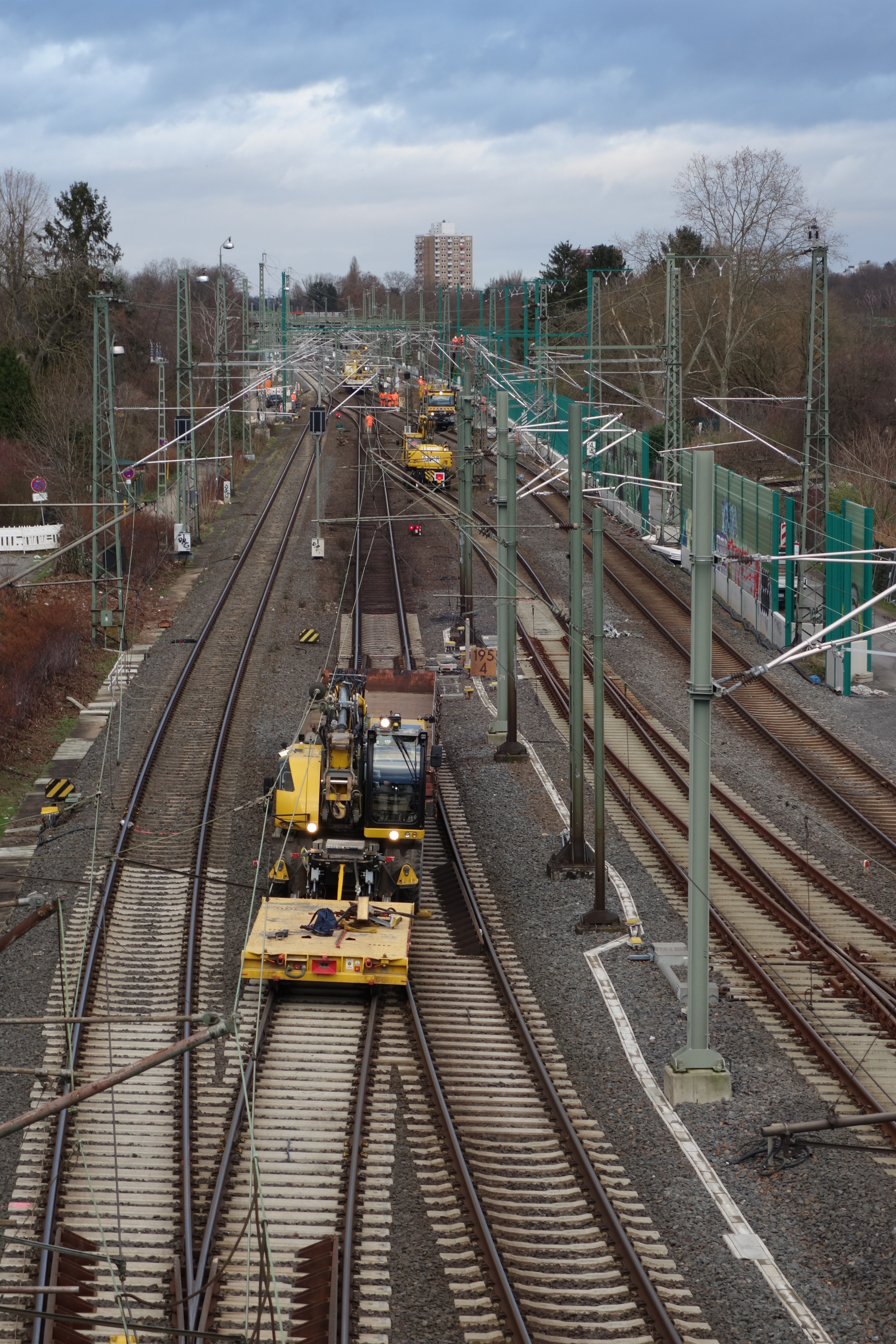
Ausbau der Main-Weser-Bahn zur Viergleisigkeit im Januar 2024

Viergleisige Trassen bestehen in der Regel aus mindestens zwei parallelen Strecken, die oft für unterschiedliche Zugarten ausgelegt sind:
- Reise- und Güterzüge,
- Fern- und Vorortszüge (Ferngleise mit Mischbetrieb für Reise- und Güterzüge), wobei auf elektrifizierten Strecken auch unterschiedliche Stromsysteme vorhanden sein können, wie auf der Hamburger Verbindungsbahn und der Berliner Stadtbahn,
- schnelle und langsame Züge.

Sie werden im Allgemeinen entweder im Linienbetrieb oder im Richtungsbetrieb befahren. Im Linienbetrieb werden die beiden Gleispaare wie zwei nebeneinander liegende, zweigleisige Strecken befahren, zum Beispiel: Minden–Löhne–Bielefeld–Hamm, oder in Frankreich: Thionville–Woippy (–Metz). Im Richtungsbetrieb befindet sich das eine Gleispaar in der Mitte der Strecke, während sich das andere beidseits davon außen befindet, sodass beide Gleise für eine Fahrtrichtung nebeneinander liegen, zum Beispiel: westlich von Essen Hauptbahnhof Übergang vom Linienbetrieb auf Richtungsbetrieb vor Mülheim (Ruhr) Hauptbahnhof, weiter über Duisburg Hauptbahnhof bis Duisburg-Schlenk, danach wieder Linienbetrieb in Richtung Düsseldorf Hauptbahnhof.
Der Linienbetrieb wird weitaus häufiger verwendet als der Richtungsbetrieb. Dies trifft auch auf die Metropolregion London zu, mit dem weltweit dichtesten Netz viergleisiger Strecken, sowie auf weitere längere viergleisige Streckenabschnitte im Vereinigten Königreich. Dagegen kommt der Richtungsbetrieb in Frankreich häufiger vor.
Richtungsbetrieb ist insbesondere im Nahverkehr reisendenfreundlicher, da Züge in eine Richtung von einem Bahnsteig verkehren; ein Wechsel der Bahnsteigkante ist für die Reisenden leicht zu bewerkstelligen. Das Verlegen eines Zuges im Linienbetrieb erfordert andererseits, die Reisenden wegen der längeren Wege mit Treppen rechtzeitig und mehrfach wiederholt zu informieren.

#### Trassen mit mehr als vier Gleisen

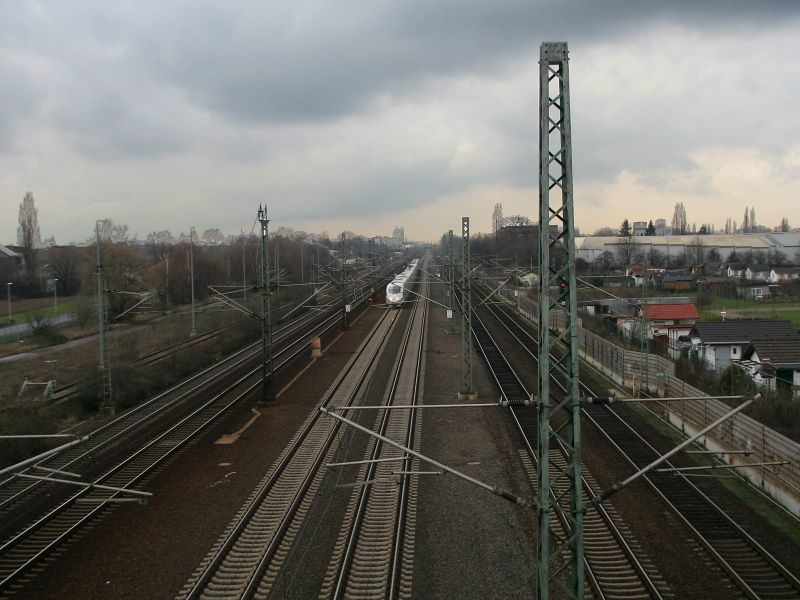
Sechsgleisigkeit bei Köln-Porz (Rhein). Von links nach rechts: Rechte Rheinstrecke, Schnellfahrstrecke Köln–Rhein/Main, Siegstrecke

Bei Strecken mit mehr als vier Gleisen kann ein Teil der Streckengleise im Linienbetrieb und ein anderer im Richtungsbetrieb angelegt sein. Diese Mischform existiert zum Beispiel auf der Bahnstrecke Köln–Duisburg zwischen Düsseldorf Hbf und Duisburg Hbf, die aus zwei bis vier einzelnen VzG-Strecken mit demselben Bahnkörper besteht:
- Ab Duisburg beginnt sie fünfgleisig im reinen Richtungsbetrieb, dabei führen drei Gleise nach Süden (2310, 2650, 2670) und zwei Gleise nach Norden (2650 und 2670).
- Zwischen Duisburg-Schlenk und Duisburg-Buchholz wird sie sechsgleisig, wobei die beiden Ferngleise wie beim Linienbetrieb üblich auf der Ostseite zusammengeführt werden (2650 (2)), während die restlichen vier Nahverkehrsgleise auf der Westseite im Richtungsbetrieb geführt werden (2310, 2670 (2) und 2317).
- Nach dem Bahnhof Duisburg-Großenbaum werden die vier Gleise auf zwei reduziert, so dass zwei zweigleisige Strecken im Linienbetrieb verbleiben (2650 und 2670).
- Nach dem Bahnhof Düsseldorf Flughafen wird die Strecke wieder sechsgleisig, dieses Mal aber im reinen Linienbetrieb; die Ferngleise auf der Ostseite (2650), die S-Bahn-Gleise in der Mitte (2407 bzw. ab Derendorf Dp 2400) und zwei Regionalgleise auf der Westseite (2670), vornehmlich für Regional-Express-Züge, die im Düsseldorfer Hauptbahnhof enden bzw. beginnen.

Bei Trassen mit mehr als vier Gleisen handelt es sich in Deutschland um mindestens drei parallel trassierte VzG-Strecken, die in der Regel ebenfalls nach Zugarten und Fahrtrichtungen aufgeteilt werden, zum Beispiel der Abschnitt zwischen der Abzweigstelle (Köln–)Steinstraße und Troisdorf: Hier liegen sechs Gleise von drei VzG-Strecken, die im Linienbetrieb befahren werden: Siegstrecke (VzG-Strecke 2651) für Regionalzüge, Schnellfahrstrecke Köln–Rhein/Main (VzG-Strecke 2690) für Hochgeschwindigkeitszüge und die Rechte Rheinstrecke (VzG-Strecke 2324) für Güterzüge.

## Anteil der zwei- und mehrgleisigen Trassen

### Weltweite Verteilung
Entsprechend dem Entwicklungsstand der Länder und ihrer Eisenbahnnetze haben die meisten europäischen Länder sowie die Nachfolgestaaten der Sowjetunion in ihren Eisenbahnnetzen im weltweiten Vergleich den weitaus höchsten Anteil zwei- und mehrgleisiger Strecken, meistens mehr als 20 %. Außerhalb Europas beträgt ihr Anteil in Ägypten, Südafrika, Japan, Korea, der Volksrepublik China und Indien mindestens 20 %. Dagegen liegt deren Anteil am Gesamtnetz nicht nur in fast allen Ländern der so genannten Dritten Welt darunter, sondern auch in den USA: dort sind beispielsweise im (abgesehen von Alaska) größten Bundesstaat Texas bis auf kurze Abschnitte im Bereich seiner drei größten Städte Houston, Dallas und San Antonio sowie eines längeren Abschnittes bei Amarillo alle Strecken eingleisig, ebenso wie fast alle Strecken in der Westhälfte des Landes mit Ausnahme verschiedener längerer zweigleisiger Abschnitte der beiden Transkontinentalbahnen von San Francisco und Los Angeles nach Chicago sowie der Strecke Seattle–Portland. Die Transsibirische Eisenbahn als russische Transkontinentalbahn und längste Eisenbahnstrecke der Welt ist durchgehend zweigleisig.

### Rückbau und Ausbau heute
Besonders in Nordwest- und Mitteleuropa sowie in Kanada und den USA wurden bereits viele früher zweigleisige Strecken auf nur mehr ein Gleis zurückgebaut, was auch heute weiterhin geschieht.
In Deutschland wurde im Bereich der sowjetisch besetzten Zone (spätere DDR) und der Französischen Besatzungszone nach dem Zweiten Weltkrieg durch die Besatzungsmächte auf fast allen zweigleisigen Strecken das zweite Gleis abgebaut, so dass dort viele Hauptstrecken zunächst nur noch eingleisig waren und das zweite Gleis teilweise auch niemals wiederaufgebaut wurde. Die Bahnhofsanlagen blieben meist im Originalzustand. In der Folge wurden auch Bahnhofsköpfe angepasst. Das gewonnene Oberbaumaterial sollte zur Reparatur der Kriegsschäden in den Gebieten der Besatzungsmächte verwendet werden, infolge abweichender Normen wurde es jedoch vielfach nur als Schrott verwertet.
Dagegen werden in vielen anderen Ländern einschließlich verschiedener Entwicklungsländer wie Marokko, Iran oder Indien auch heute noch eingleisige Strecken zweigleisig ausgebaut; dasselbe betrifft in Nordwest- und Mitteleuropa im Gegensatz zu dessen meisten anderen Ländern auch Österreich und die Schweiz. Nur in diesen beiden zuletzt genannten Ländern sowie in Belgien, Luxemburg und Großbritannien sind mehr als 50 % der Eisenbahnstrecken zwei- und mehrgleisig. In den Niederlanden wurden in der Vorkriegszeit viele Strecken völlig oder teilweise zweigleisig ausgebaut. Im Krieg hat die deutsche Besatzungsmacht das zweite Gleis abgebaut, so dass dort viele Hauptstrecken zunächst nur mehr eingleisig waren. In der Nachkriegszeit wurde das zweite Gleis fast überall wiederaufgebaut. Jetzt werden dort auch in größerem Umfang dritte und vierte Gleise an bereits zweigleisigen Strecken gebaut.

## Fahrordnung in den einzelnen Ländern
|  | Dieser Artikel wurde aufgrund von akuten inhaltlichen oder formalen Mängeln auf der Qualitätssicherungsseite des Portals Bahn eingetragen. Bitte hilf mit, die Mängel dieses Artikels zu beseitigen, und beteilige dich bitte an der Diskussion. Artikel, die nicht signifikant verbessert werden, können gelöscht werden. |

Rechts- oder Linksbetrieb bei Mehrgleisigkeit in den Staaten weltweit

In jedem Staat wird im Regelfall für jede Richtung ein festgelegtes Gleis benutzt (Fahrordnung oder Betriebsrichtung): entweder in Fahrtrichtung das linke (Linksbetrieb, Linksverkehr) oder das rechte (Rechtsbetrieb, Rechtsverkehr). Dementsprechend stehen die Signale im Regelfall bei Linksbetrieb links und bei Rechtsbetrieb rechts vom Gleis. Dabei stimmt die Fahrordnung der Eisenbahn nicht zwangsläufig mit derjenigen des Straßenverkehrs überein: in einigen Ländern mit Linksbetrieb der Eisenbahn wird im Straßenverkehr auf der rechten Straßenseite gefahren. Vielfach entstand der Linksfahrbetrieb durch britischen Einfluss bei Bahnbau und -betrieb. Ein typisches Beispiel ist Argentinien, wo die meisten Strecken von britischen Gesellschaften gebaut und jahrzehntelang durch sie betrieben wurden.
In wenigen Ländern wird aus historischen Gründen abweichend davon auf einigen mehrgleisigen Strecken links, auf anderen jedoch rechts gefahren.
Die ursprünglich starr festgelegte Fahrordnung der einzelnen Länder bzw. Eisenbahnnetze wurde ab den 1950er-Jahren vereinzelt und später häufig durch den Gleiswechselbetrieb aufgeweicht, wobei beide Streckengleise in beiden Fahrtrichtungen befahren werden; in Zeiten schwächerer Streckenbelastung wird jedoch meistens die ursprüngliche Fahrordnung beibehalten.
Die Fahrordnung von Untergrundbahnen stimmt nicht immer mit derjenigen der Eisenbahn im gleichen Land überein: in Ländern mit Linksbetrieb der Eisenbahn und Rechtsverkehr beim Straßenverkehr fahren U-Bahn-Züge ebenfalls häufig, aber nicht immer auf dem rechten Gleis. Dies kann auch innerhalb des Landes variieren, so fahren beispielsweise die Métros von Paris und Marseille rechts, die von Lyon jedoch links.

### Geschichte der Fahrordnung
Die Fahrordnung der Eisenbahn wurde meistens von der bestehenden Fahrordnung des Straßenverkehrs übernommen, weshalb die Eisenbahn in der Frühzeit wie die Pferdefuhrwerke meistens auf zweigleisigen Strecken links fuhr. Hinsichtlich der damals vorherrschenden Dampfloktechnik war das Linksfahren jedoch nachteilig, da der Heizer zwangsläufig auf der rechten Seite des Führerstandes arbeiten musste, damit der Lokführer auf dessen linker Seite die links vom Gleis stehenden Signale sehen konnte, was für den gewöhnlich rechtshändigen Heizer eine Arbeitserschwernis zur Folge hatte. Im Laufe der Zeit gingen einzelne Bahnen daher teilweise oder vollständig vom Linksbetrieb auf den Rechtsbetrieb über, zum Beispiel in Deutschland die ehemaligen Gesellschaften: Leipzig-Dresdner Bahn, Großherzoglich Badische Staatsbahn und Hannoversche Staatsbahn; oder die Eisenbahn Russlands. Dagegen wurden in der Schweiz einige anfangs rechts befahrene Strecken zwecks Vereinheitlichung auf Linksbetrieb umgestellt.
Zweigleisige Eisenbahnstrecken in ehemaligen Kolonien haben in der Regel die Fahrordnung des früheren Mutterlandes. Ausnahme: Niederlande jetzt rechts, deren frühere Kolonie Indonesien jedoch links.
Zur weiteren Steigerung der Leistungsfähigkeit zweigleisiger Strecken wurde ab Mitte des 20. Jahrhunderts der Gleiswechselbetrieb eingeführt, dabei werden zweigleisige Strecken sicherungstechnisch wie zwei parallele eingleisige Strecken behandelt. Sie können von Zügen gleichzeitig in gleicher Richtung befahren werden und auch einander ohne Halt überholen. Es ist auch möglich, dass sich zwei Züge entgegen der üblichen Fahrtrichtung verkehrend begegnen. Hierdurch wurde die starre Festlegung der Fahrordnung aufgehoben, obgleich auch auf Strecken mit Gleiswechselbetrieb gewöhnlich für jede Richtung das der in dem betreffenden Land hergebrachten Fahrordnung entsprechende Gleis benutzt wird und das andere nur bei Bedarf. Gegenüber einer bisher starr festgelegten Fahrordnung auf mehrgleisigen Strecken ermöglicht die Eisenbahnsicherungstechnik beim heutigen Stand der Technik die flexible Nutzung jedes Gleises für verschiedene Fahrtrichtungen.
Auffällig ist, dass sich Länder mit höherem Anteil zwei- und mehrgleisiger Strecken sowie mit Rechtsbetrieb der Eisenbahn fast nur auf der Nordhalbkugel der Erde befinden. In den kursiv geschriebenen Ländern sind mindestens 20 % der Strecken zwei- und mehrgleisig:

### Linksbetrieb

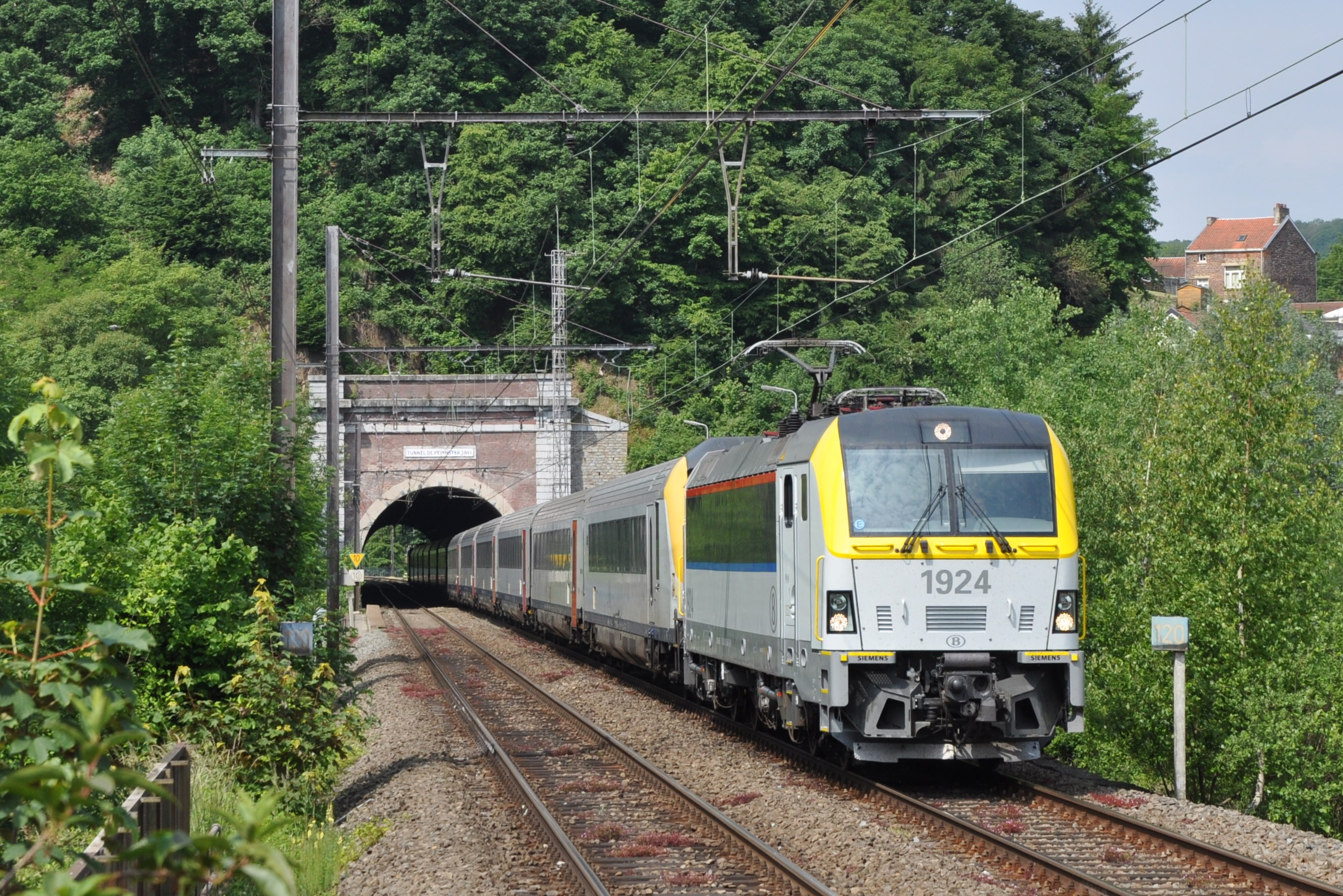
Linksbetrieb in Pepinster an der Strecke Lüttich–Aachen in Belgien

- Europa: Irland, Vereinigtes Königreich, Belgien, Italien, Portugal, Schweiz, Frankreich (ohne ehem. Elsass-Lothringen)
- Asien: China, Taiwan, Nordkorea, Südkorea, Japan, Philippinen, Thailand, Malaysia, Myanmar, Bangladesch, Indien, Sri Lanka, Pakistan, Iran, Israel;
- Afrika: Marokko, Algerien, Tunesien, Ägypten, Côte d'Ivoire, Kenia, Simbabwe, Mosambik, Südafrika;
- Ozeanien: Australien, Neuseeland;
- Amerika: Uruguay, Argentinien, Chile.

### Linksbetrieb mit Ausnahmen
- Frankreich: Flächendeckend Linksbetrieb außer in den Départements Haut-Rhin, Bas-Rhin und Moselle, wo historisch bedingt aufgrund deren Zugehörigkeit zu den Reichseisenbahnen in Elsaß-Lothringen von 1871 bis 1918 Rechtsbetrieb gilt. Bei den Übergängen zum restlichen Französischen Bahnnetz bestehen Überwerfungsbauwerke zum Wechsel der Fahrordnung.
- Schweden: rechts nur auf der Strecke von Malmö C bis Grenze nach Dänemark (dort auch Rechtsbetrieb).
- Schweiz: Schweizer Bahnen aller Schweizer Bahngesellschaften fahren mit wenigen Ausnahmen flächendeckend links.
  - Auf der Vierspurstrecke westlich von Zürich wird zwischen Zürich HB und dem Entflechtungsbauwerk Killwangen auf den Fernverkehrsgleisen rechts gefahren, auf den S-Bahn-Gleisen jedoch links.
  - Die von der Deutschen Bahn betriebene Hochrheinbahn (Basel – Waldshut – Schaffhausen – Singen) fährt nach deutscher Fahrordnung rechts, auch in jenen Streckenabschnitten, die über Schweizer Gebiet führen.
  - Auf der Bahnstrecke Genève–Annemasse kommt Rechtsverkehr zum Einsatz – Grund sind Anschlussgleise zwischen dem Bahnhof Cornavin in Genf und der Gleisverbindung nach Frankreich.
  - Alle Straßenbahnen (Tram) fahren wie im Straßenverkehr üblich rechts – mit Ausnahme des Tramtunnels Milchbuck–Schwamendingen.
- Slowenien: rechts nur auf der Strecke Zidani Most – Dobova (– Zagreb/Kroatien, dort auch Rechtsbetrieb).

### Links- und Rechtsbetrieb als Regelfahrordnungen
- Österreich: In der Donaumonarchie bestand keine einheitliche Fahrordnung, als Folge des Streckenbaues durch verschiedene Gesellschaften, die jeweils ihre eigene Fahrordnung hatten. Im Zuge des Anschlusses an das Deutsche Reich im Jahre 1938 wurde damit begonnen, in Österreich die Rechtsfahrordnung einzuführen, dieses Vorhaben blieb aber im Zweiten Weltkrieg stecken. So wurde nach dem Krieg im Bereich der Bundesbahndirektionen Wien und Villach links, im Bereich der Bundesbahndirektionen Linz und Innsbruck rechts gefahren, was zur Folge hatte, dass Züge der Westbahn im Bahnhof Amstetten von Links- auf Rechtsverkehr wechselten. Da in Tirol zwischen Wörgl und Brenner aus historischen Gründen ebenfalls Linksbetrieb herrschte, mussten alle Züge in Wörgl Hauptbahnhof und die Arlbergzüge in Innsbruck Hauptbahnhof wiederum das Regelgleis wechseln. Zwischenzeitlich bestand der Regelbetrieb links nur noch zwischen Innsbruck und Brenner. Seit 1993 ist auch die Strecke Wörgl – Brenner auf Rechtsfahrordnung umgestellt. Bis 2012 wurde noch auf der Südbahn einschließlich der Semmeringbahn (Wien – Werndorf), der Nordbahn (Wien – Hohenau – Břeclav/Tschechien), der Strecke Absdorf-Hippersdorf – Tulln – Wien sowie den meisten Strecken im Wiener Stadtgebiet links gefahren, ansonsten dagegen rechts, einschließlich der beiden früher links befahrenen Strecken Westbahn (Wien – Amstetten) und Brennerbahn (Wörgl – Innsbruck – Brenner – Italien). Seit der Umstellung der Brenner-Nordrampe erfolgt der Seitenwechsel in der Regel im Bahnhof Brenner. Allerdings sind die mehrgleisigen Strecken in Österreich signaltechnisch praktisch vollständig für den Gleiswechselbetrieb ausgerüstet. Am 6. August 2012 wurden große Teile des Streckennetzes im Osten auf Rechtsbetrieb umgestellt, Linksverkehr bestand seitdem nur mehr auf der Südbahn zwischen Payerbach-Reichenau und Werndorf bzw. Lebring und Leibnitz, auf der Franz-Josefs-Bahn zwischen Wien Franz-Josefs-Bahnhof und Absdorf-Hippersdorf und auf der Laaer Ostbahn zwischen Wien Südbahnhof und Wien Süßenbrunn. Am 13. Dezember 2015 wurde der Abschnitt Wien Hauptbahnhof – Wien Süßenbrunn auf Rechtsverkehr umgestellt. Am 15. Dezember 2019 folgte der Südbahn-Abschnitt zwischen Payerbach-Reichenau und Bruck an der Mur.[6] Somit existiert ein Regelbetrieb am linken Gleis derzeit nur noch auf den Strecken Wien Franz-Josefs-Bahnhof – Absdorf-Hippersdorf und Bruck an der Mur – Werndorf sowie Lebring – Leibnitz. Mit Inbetriebnahme der Koralmbahn wird jedoch auch hier der Linksbetrieb endgültig beendet.
- Spanien: Auf der ehemaligen Nordbahn (Norte) von (Frankreich –) Irún über Burgos und Valladolid nach Madrid nebst weiteren Strecken in deren Einzugsbereich besteht Linksbetrieb, während auf den zweigleisigen Streckenabschnitten der ehemaligen Eisenbahngesellschaft MZA (Madrid – Saragossa – Alicante) östlich und südlich von Madrid und in Madrid selbst sowie den Hochgeschwindigkeitsstrecken (AVE) rechts gefahren wird. Der Übergang zwischen den Fahrordnungen erfolgt in einem komplizierten planfrei angelegten Gleisdreieck im Nordwesten von Madrid. Im nordspanischen Meterspurnetz der FEVE sind die Strecken um die Städte Bilbao, Zaragoza sowie Oviedo und Gijón zweigleisig ausgebaut, hier besteht im Regelfall Linksfahrbetrieb.
- Brasilien: Breitspurstrecken teilweise links, teilweise rechts; Meterspurnetz rechts

### Rechtsbetrieb mit Ausnahmen
- Europa:
  - Niederlande: links nur von Roosendaal über die belgische Grenze Richtung Antwerpen und auf der HSL-Strecke Rotterdam Lombardijen – Zundert (Grenze) (– Belgien, dort auch Linksbetrieb), sowie auf der Strecke Maastricht – Visé Grenze nach Lüttich. (– Belgien, dort auch Linksbetrieb)
  - Luxemburg: links nur auf der Strecke Luxemburg-Stadt – Kleinbettingen (– Belgien, dort auch Linksbetrieb).
  - Russland: Linksbetrieb auf der Strecke Moskau – Rjasan – Flugplatz Turlatowo bei Rjasan (– Samara)
  - Ungarn: Linksbetrieb auf den Strecken zwischen den Bahnhöfen Budapest-Déli und Kelenföld, zwischen Budapest-Keleti und Rákos (hochere Strecke) sowie die Strecke von Örs vezér tere nach Gödöllő. Die Strecke der U-Bahn-Linie M1 in Budapest wurde 1973 auf Rechtsbetrieb umgestellt.
- Amerika:
  - USA: Strecken der ehemaligen Chicago and Northwestern Railroad (CNW, z. B. Omaha – Cedar Rapids – Chicago) sowie außerhalb davon kleinere Abschnitte bei Duluth, Bangor (Maine), Ogden und San Bernardino (Kalifornien) links; früher auch Chicago – Toledo – Cleveland – Buffalo – Albany der ehemaligen New York Central Railroad (NYC)
  - Kuba: Auf den wenigen zweigleisigen Abschnitten besteht im Allgemeinen Rechtsbetrieb, im Raum Havanna jedoch Linksbetrieb.

### Rechtsbetrieb
- Europa:
  - Belarus, Bosnien und Herzegowina, Bulgarien, Dänemark, Estland, Finnland, Griechenland, Kroatien, Lettland, Litauen, Norwegen, Polen, Republik Moldau, Rumänien, Serbien, Slowakei, Türkei, Ukraine
  - Deutschland: Ausnahmen bei einzelnen niveaufreien Bahnhofseinfahrten an Kopfbahnhöfen oder wegen fahrplanmäßigen Fahrtrichtungswechsels, siehe Fahrordnung bei Richtungswechseln.
    - Aachen Hbf – Aachen Süd Grenze (– Belgien, dort auch Linksbetrieb), von 1966 bis zum Umbau im Bereich des Buschtunnels wurde auf dessen Westseite ein Überwerfungsbauwerk der ehemaligen Bahnstrecke Aachen Buschtunnel–Moresnet für den konfliktfreien Seitenwechsel genutzt

  - Tschechien: als österreichisches Erbe gab es früher gemischte Fahrordnungen. Linksfahrbetrieb hatten insbesondere die Strecken der früheren Kaiser Ferdinands-Nordbahn und der Buschtěhrader Eisenbahn. Als letzter Abschnitt wurde die Strecke Břeclav–Bohumín am 9. Dezember 2012 auf Gleiswechselbetrieb mit Regelfahrordnung rechts umgestellt.
- Asien: Indonesien, Türkei, Länder der ehemaligen Sowjetunion
- Afrika: Kamerun, Senegal
- Amerika: Kanada, Mexiko

### Besonderheiten

#### Wechsel der Fahrordnung
An Stellen mit Wechsel der Fahrordnung erfolgt dieser entweder im (Grenz-)Bahnhof oder mittels Überwerfungsbauwerk auf freier Strecke.
Beispiele für Wechsel im Grenzbahnhof:
- Strecke Rotterdam–Antwerpen rechts, ab dem niederländischen Grenzbahnhof Roosendaal nach Belgien jedoch links
- Auf der Brennerbahn im Grenzbahnhof Brenner
- Durchgehende Züge im Systemwechselbahnhof Aachen Hauptbahnhof auf der Fahrt von Deutschland nach Belgien

Beispiel für Wechsel auf freier Strecke:
- an mehreren Stellen in Ostfrankreich, siehe Liste von Überwerfungsbauwerken zum Wechsel der Fahrordnung in Elsass und Lothringen

#### Fahrordnung bei Richtungswechseln

Gleisplan einer vorübergehend abweichenden Fahrordnung im Zulauf auf einen Kopfbahnhof

Um Fahrstraßenkonflikte in Bahnhöfen zu reduzieren, in denen regelmäßig Fahrtrichtungswechsel stattfinden, wird in manchen Fällen eine Zulaufstrecke entgegen der üblichen Fahrordnung befahren. Über ein Überwerfungsbauwerk, das in einigen Kilometern Entfernung zum Bahnhof liegen kann, kreuzt dann eines der beiden Streckengleise das andere, sodass danach wieder der üblichen Fahrordnung entsprechend gefahren wird. Beispiele dafür sind die folgenden Streckenabschnitte:
- Hamburg Holstenstraße–Hamburg-Altona (S-Bahn) (1,0 Kilometer im Linksbetrieb, wegen Fahrtrichtungswechsel der S-Bahn-Linie S11 in Altona)
- München Ost–München Ost Frankenwaldstraße (3,8 Kilometer, wegen Fahrtrichtungswechsel der S-Bahn-Linien S3 und S5 im Ostbahnhof)
- Nürnberg-Reichelsdorf–Nürnberg Hbf (9,0 Kilometer, wegen Fahrtrichtungswechsel auf der Verbindung Würzburg/Bamberg–Nürnberg–Treuchtlingen)
- Utrecht Centraal–Blauwkapel (Ferngleise, wegen Fahrtrichtungswechsel der Intercity Gouda–Utrecht–Amersfoort; Das Überwerfungsbauwerk dient gleichzeitig der höhenfreien Einfädelung beim Übergang vom viergleisigen Abschnitt im Linienbetrieb zum zweigleisigen Abschnitt.)

## Mehrgleisigkeit bei Straßenbahnen

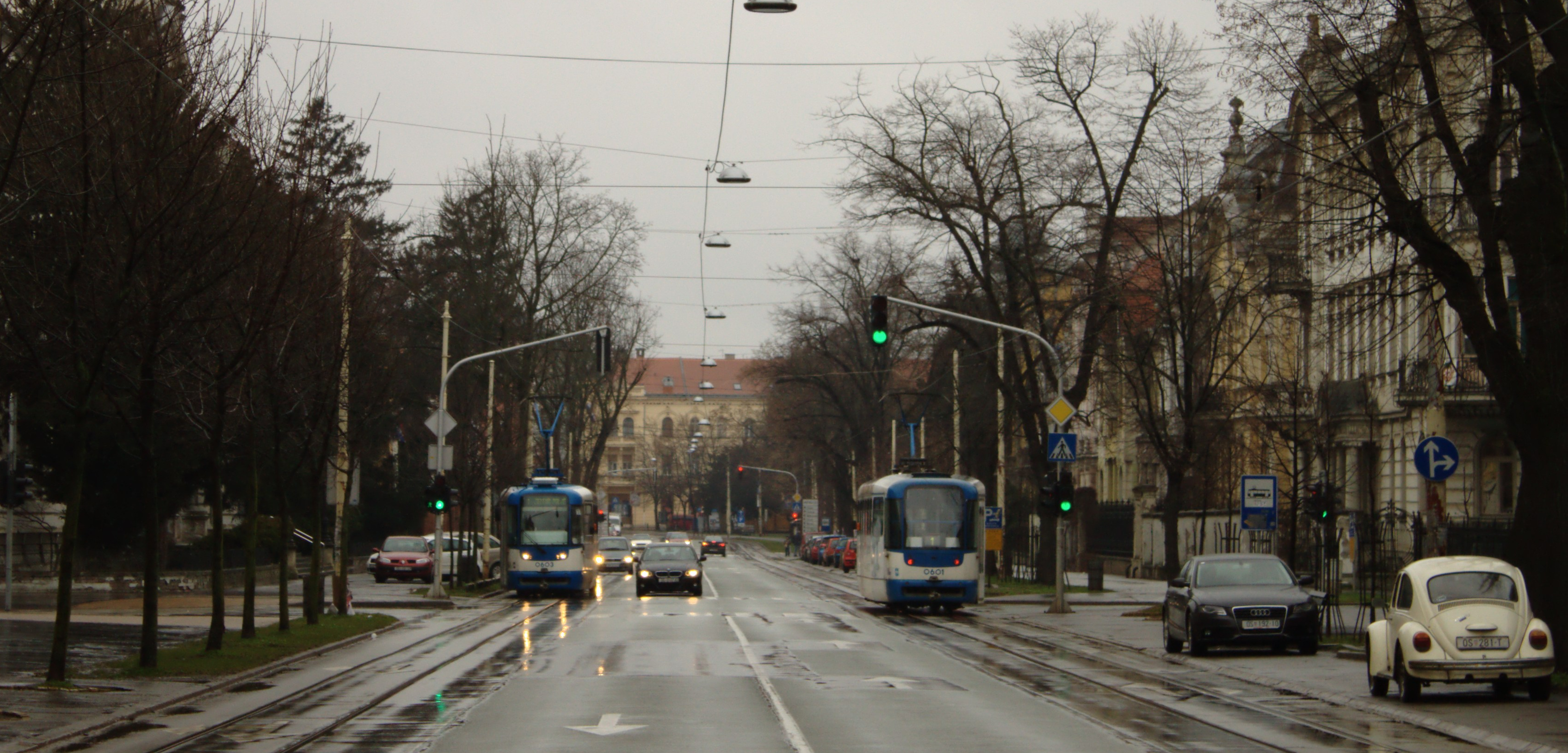
Trassierung in Seitenlage bei der Straßenbahn Osijek

Straßenbahn-Strecken sind heute meist ebenfalls zweigleisig ausgeführt. Ausnahmen hiervon sind beispielsweise Engstellen in historischen Stadtkernen, bestimmte Außenstrecken in Vororten und Teilstrecken von Überlandstraßenbahnen. Beim typischerweise dichten Taktfahrplan einer Straßenbahn ist die zweigleisige Trassierung unverzichtbar, um einen pünktlichen Betrieb zu gewährleisten. Nicht selten wurden aber auch selten befahrene Abschnitte zweigleisig ausgebaut, um zu verhindern, dass Straßenbahnwagen dem Individualverkehr frontal entgegenkommen.
Eine typisch österreich-ungarische Besonderheit ist die nach Fahrtrichtungen getrennte Anlage der Gleise in Seitenlage, das heißt am Straßenrand. Man findet diese heute beispielsweise noch – meist auf breiten innerstädtischen Boulevards – in Wien bei der Ringlinie, in Zagreb, in Osijek, in Lemberg sowie ferner bei der Straßenbahn Pjöngjang. Diese Trassierung ermöglicht es den Fahrgästen, direkt vom Gehweg aus einzusteigen, ohne sich den Gefahren des Straßenverkehrs aussetzen zu müssen. Im Gegenzug können Individualverkehrsteilnehmer ungehindert überholen, zwischen den Gleisen können ferner Abbiegefahrstreifen angelegt werden, so dass Linksabbieger eine geradeaus fahrende Straßenbahn auch bei Gegenverkehr nicht behindern. Außerdem müssen bei Trassierung in Seitenlage keine Haltestelleninseln angelegt werden, als Bahnsteig dient der Gehweg. Dadurch ist auch der Höhenunterschied beim Ein- und Ausstieg etwas geringer, was sich positiv auf die Fahrgastwechselzeit auswirkt. Vereinzelt ist es bei dieser Sonderform üblich, zwischen den Gleisen zu halten oder zu parken.
Jedoch überwiegen bei der seitlichen Trassierung die Nachteile. So laufen an Einmündungen unachtsam einfahrende Verkehrsteilnehmer Gefahr, direkt mit Straßenbahnzügen zu kollidieren. Zudem behindern langsame Radfahrer, unachtsam auf die Fahrbahn tretende Fußgänger, Paketzusteller, Müllfahrzeuge, Taxen oder andere kurz anhaltende Kraftfahrer die Straßenbahn. Im Gegenzug stellen die Rillenschienen eine potentielle Gefahr für Radfahrer mit dünnen Reifen dar. Ferner sind beim Rechtsabbiegen engere Radien erforderlich, die nicht überall umsetzbar sind. Teilweise müssen die Straßenbahngleise daher erst nach links ausgeführt werden, um anschließend das Geradeausgleis zu kreuzen. Außerdem können am Straßenrand keine Parkplätze angeboten werden.
In anderen Fällen ist es üblich, die beiden Richtungsgleise der Straßenbahn links und rechts eines Grünstreifens beziehungsweise einer Parkanlage anzuordnen. Eine weitere Besonderheit ist die Anlage sogenannter Parallelstrecken. Hierbei verkehren die Züge stadtauswärts durch einen anderen Straßenzug als stadteinwärts. Ursächlich für diese Betriebsform sind meist Einbahnstraßen.
An besonders engen Stellen, meist in Bögen, ist es erforderlich, ein sogenanntes Begegnungsverbot zu signalisieren. Dies kann für alle dort verkehrenden Straßenbahnzüge ausgesprochen werden oder aber auf besonders breite oder im Bogen einseitig überhängende Wagenbauarten beschränkt sein und kann bis hin zu Gleisverschlingungen führen.

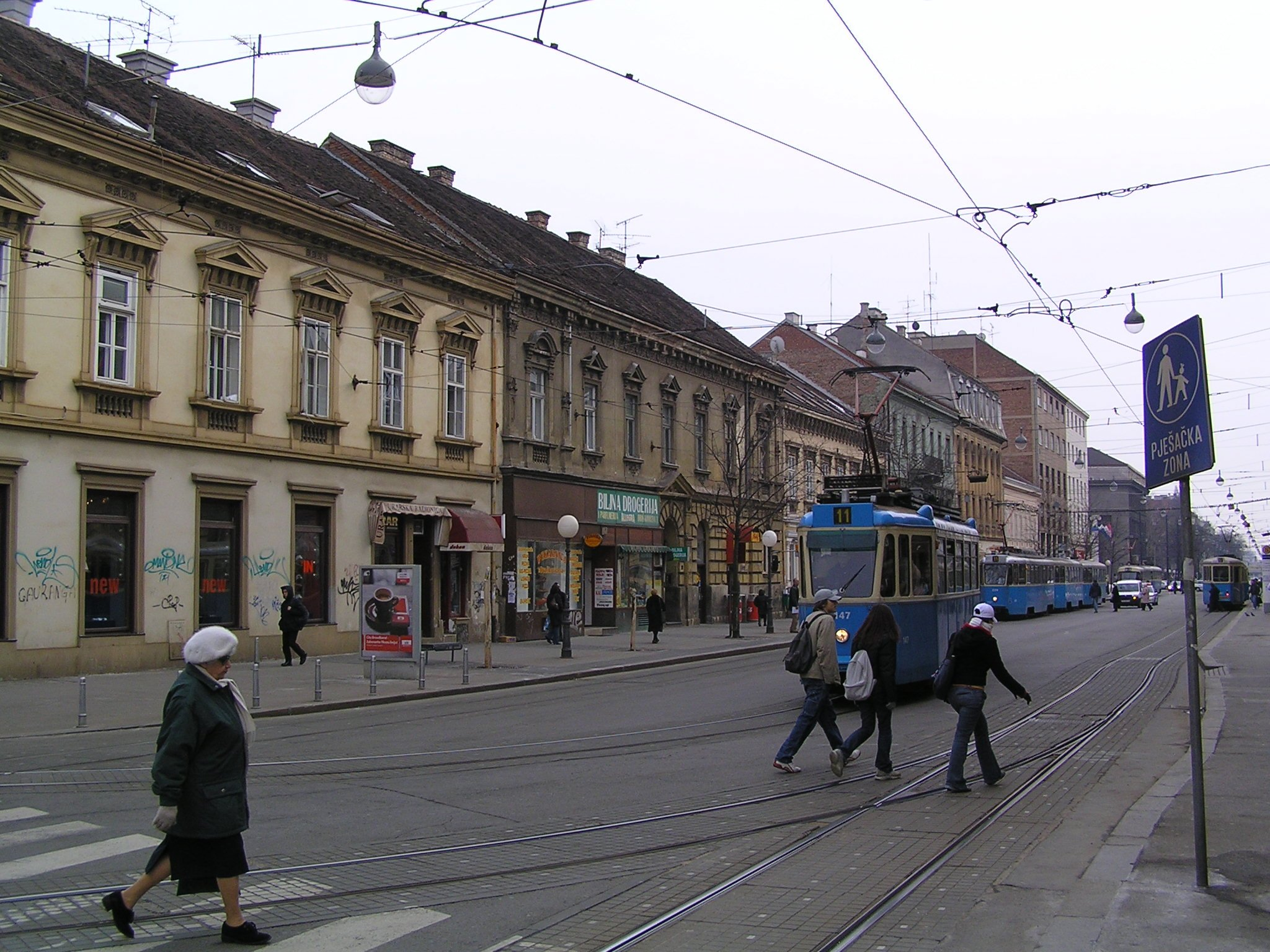
Zagreb: der Straßenbahnzug hat das Geradeausgleis soeben nach links verlassen, um rechts abzubiegen
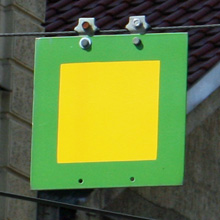
Signalisierung des Endes eines Begegnungsverbots gemäß BOStrab
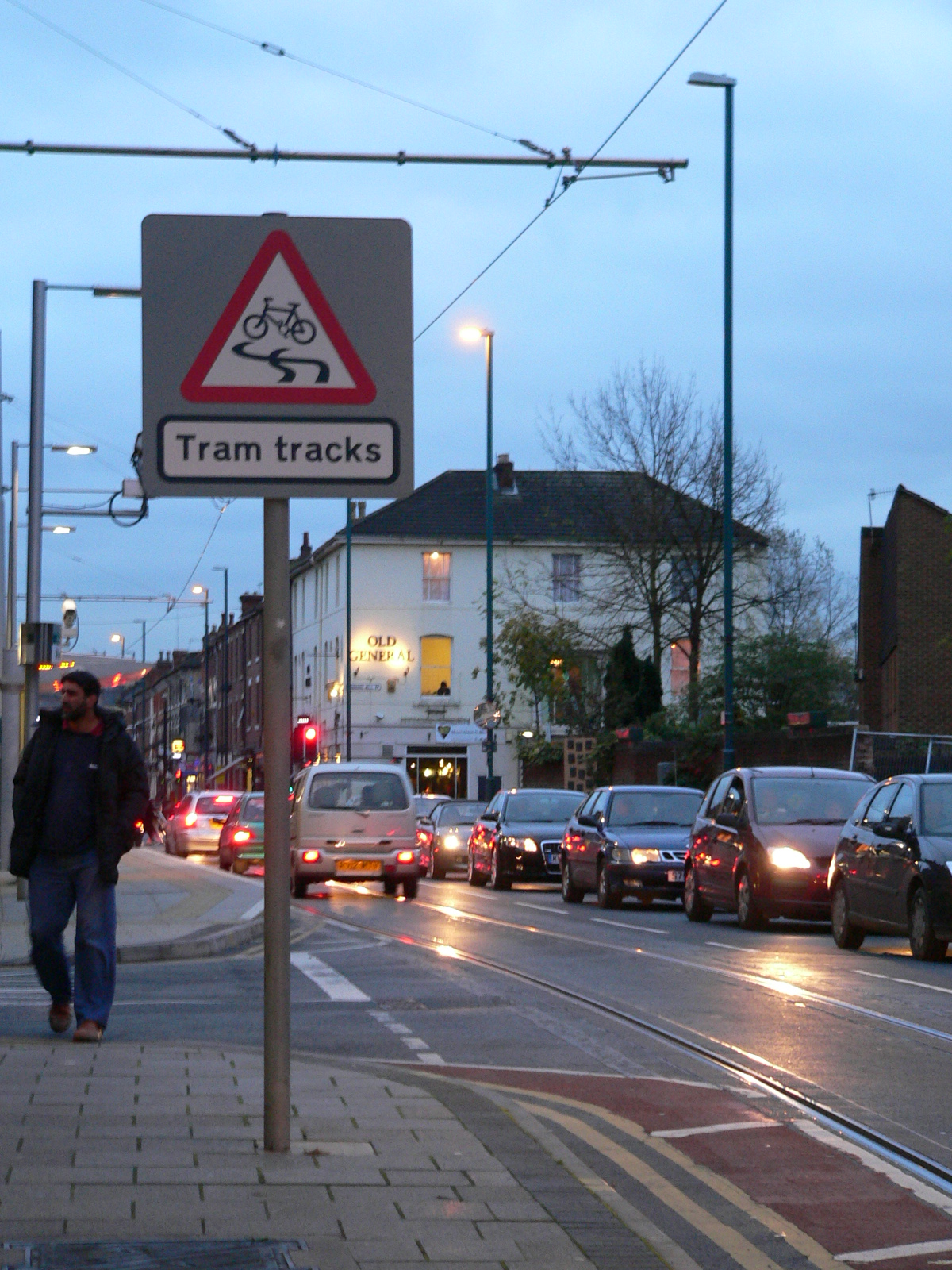
Straßenbahngleise am Fahrbahnrand stellen eine erhöhte Gefahr für Radfahrer dar, hier in Nottingham

- Signalisierung des Endes eines Begegnungsverbots gemäß BOStrab
- Straßenbahngleise am Fahrbahnrand stellen eine erhöhte Gefahr für Radfahrer dar, hier in Nottingham